# Вьетнам на летних Олимпийских играх 2000
Вьетнам принимал участие в Летних Олимпийских играх 2000 года в Сиднее (Австралия) в двенадцатый раз за свою историю. Сборную страны представляли 4 женщины. Это первая олимпийская медаль Вьетнама.

## 02!Серебро
- Тхэквондо, до 57 кг, женщины — Чан Хьеу Нган.

## Состав Олимпийской сборной Вьетнама

### Плавание
Спортсменов — 1
В следующий раунд на каждой дистанции проходили лучшие спортсмены по времени, независимо от места занятого в своём заплыве.
Женщины
| Спортсменка     | Соревнование   | Предварительные заплывы | Предварительные заплывы | Полуфиналы | Полуфиналы | Финал     | Финал     |
| Спортсменка     | Соревнование   | Результат               | Место                   | Результат  | Место      | Результат | Место     |
| --------------- | -------------- | ----------------------- | ----------------------- | ---------- | ---------- | --------- | --------- |
| Нгуен Тхи Хыонг | 400 м комплекс | 5:26,56                 | 28                      |            |            | Не прошла | Не прошла |